# Гурзадян, Григор Арамович

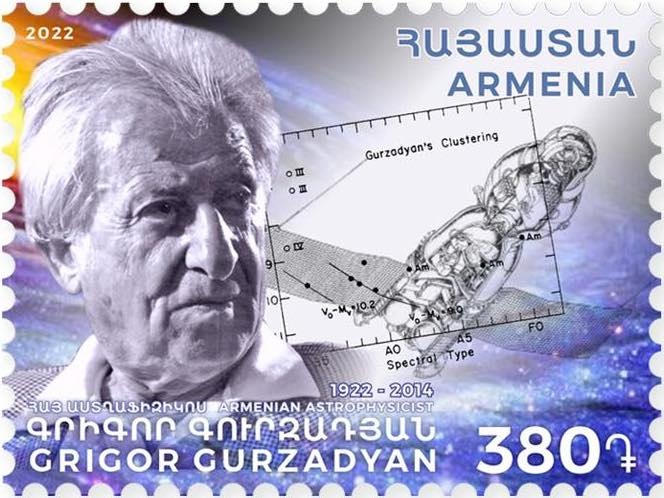
100 лет со дня рождения Г. А. Гурзадяна, Почта Армении, 2022

Григо́р Ара́мович Гурзадя́н (арм. Գրիգոր Գուրզադյան; 15 октября 1922, Багдад, Королевство Ирак — 22 февраля 2014, Ереван, Армения) — советский и армянский астрофизик. Академик АН Армении, руководитель армянского центра по космическим исследованиям. Член Международного астрономического союза.

## Биография
Родился в армянской семье в столице Ирака — Багдаде.
В 1939 году поступает в Ереванский политехнический институт. В 1944 году становится аспирантом под руководством Виктора Амбарцумяна по астрофизике. Состоял в первичном научном штате Бюраканской обсерватории со дня её основания в 1946 году. В 1955 году защитил докторскую диссертацию. С 1957 года — профессор.
Работал в сфере космической астрофизики и космического приборостроения
В конце 1950-х группа учёных из Бюраканской обсерватории во главе с доктором физико-математических наук Григором Гурзадяном приступила к работам по созданию астрофизической аппаратуры для работы в космических условиях. Детектор, созданный ими для изучения рентгеновского излучения солнечной короны, был установлен на баллистической ракете, первый запуск которой произошёл 19 февраля 1961 года на полигоне Капустин Яр. В 1960-е годы группой Гурзадяна были созданы запущенные в космос ракетные обсерватории серии К-К2, К3, К4, развиты многие принципы космического приборостроения, стабилизации платформы телескопа в космических условиях с помощью звёздных датчиков. В это же время была образована лаборатория и конструкторское бюро у села Гарни (позднее — Институт космической астрономии), которое начало создавать телескопы и обсерватории. Первой орбитальной обсерваторией стал «Орион-1», он был установлен на первой космической станции Салют-1. В декабре 1973 года, спроектированная Григором Гурзадяном и его коллективом, внеатмосферная астрофизическая обсерватория «Орион-2» на пилотируемом космическом корабле «Союз-13» была выведена в космос. Именно тогда были впервые получены спектрограммы слабых звезд, планетарной туманности, выявившие целый ряд не известных в то время фактов.
С 1969 по 1977 годы являлся научным руководителем СКБ «Астро». Позже, с 1977 по 2002 год руководил Гарнийским космико-астрофизическим институтом.
В 1965 году избран членом-корреспондентом, в 1986 — действительным членом АН Армянской ССР.

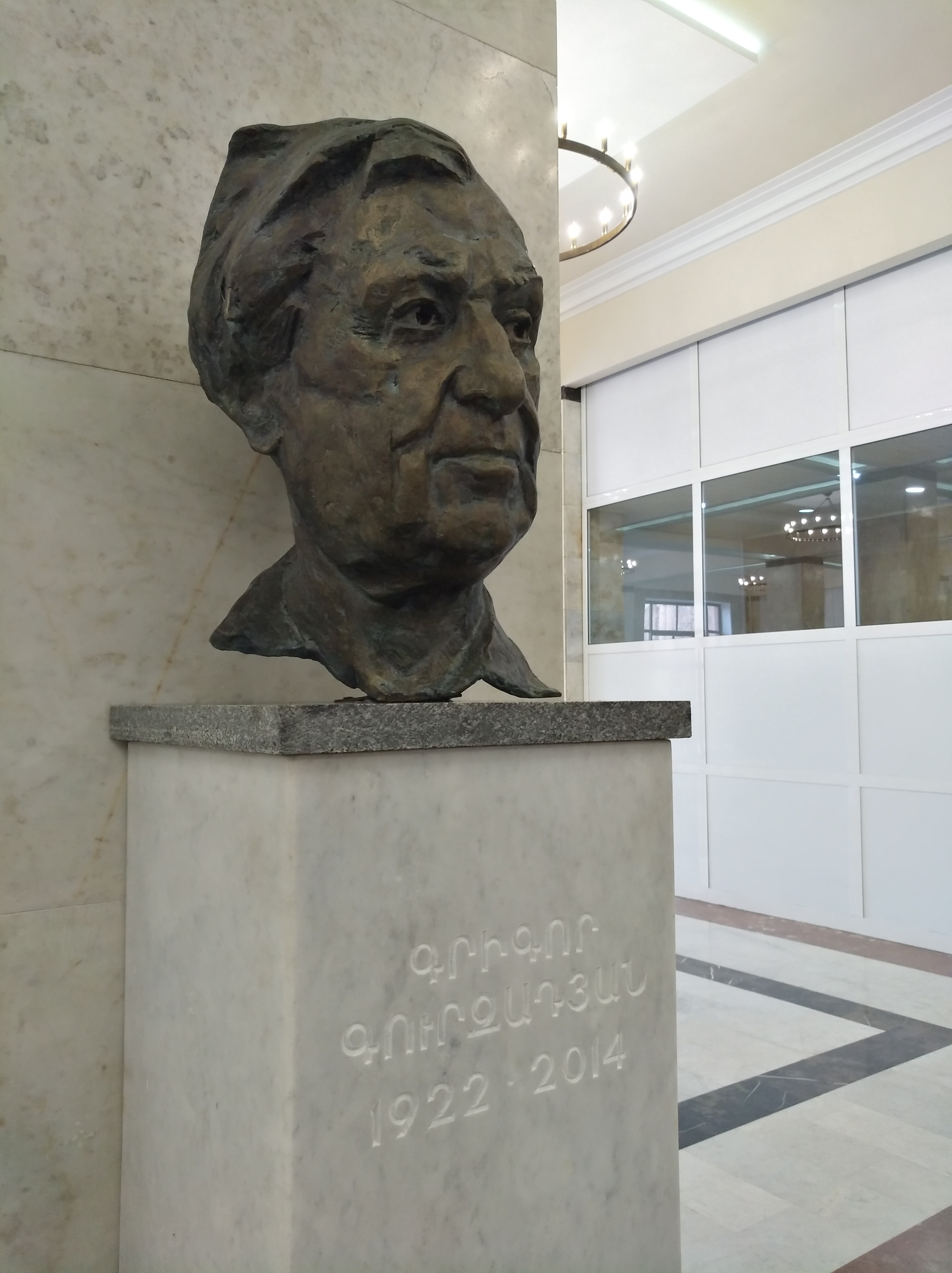
Бюст в Ереванском госуниверситете

В 2001 году Григор Гурзадян был почётным гостем, единственным из стран СНГ на праздновании 40-летия полета Гагарина в Звездном городке. В том же 2001 году на территории института в Гарни был создан Музей космоса, в открытии которого приняли участие известные учёные, поэты, руководители аккредитованных в Армении дипломатических миссий, лётчик-космонавт, дважды Герой Советского Союза, известный ученый, член-корреспондент Российской академии наук Валентин Лебедев. На подаренной им книге, рассказывающей о работе в космосе, Лебедев написал: Великому сыну армянского народа, проложившему путь в космическую науку. С глубоким почтением и благодарностью. Ваш ученик.
Председатель совета ЗАО «Галактика» (с 2006).

## Книги
Автор 250 научных трудов.
- Звездные вспышки : Физика. Космогония / Г. А. Гурзадян, 559 с. ил. 22 см, М. Наука 1985
- Звездные хромосферы, или Дублет 2800 А MgII в астрофизике / Г. А. Гурзадян, 423 с. ил. 21 см, М. Наука 1984
- Планетарные туманности : Физика. Динамика / Г. А. Гурзадян ; Рос. АН, 750,[1] с., [4] л. ил. ил. 22 см, М. Наука 1993
- Теория межпланетных перелетов / Г. А. Гурзадян, 351,[1] с. ил. 22 см, М. Наука 1992
- Physics and Dynamics of Planetary Nebulae; Springer, 1997;ISBN 3-540-60965-2
- Theory of Interplanetary Flights; Gordon & Breach, 1996;ISBN 2-88449-074-4
- Space Dynamics, Francis & Taylor, 2002;ISBN 0-415-28202-0 .

## Награды
- Заслуженный деятель науки Армянской ССР (1975)
- Орден «Знак Почёта»
- Орден Святого Месропа Маштоца (3 сентября 2011) — по случаю 20-летия независимости Республики Армения, за выдающиеся достижения в области науки и образования[4][5]